# Pirok
Pirok (makedonsky: Пирок, albánsky: Piroku) je vesnice v Severní Makedonii. Nachází se v opštině Bogovinje v Položském regionu.

## Geografie
Pirok je velká vesnice nacházející se v oblasti Položská kotlina. Je téměř sloučena s městem Bogovinje. V okolí vesnice se nachází pastviny, pole a lesy.

## Historie
Pirok je velmi stará vesnice, zmínky o ní existují již z letech 1461 a 1462, vedla tudy cesta do důležitých obchodních center.
Vesnice je také zmiňována v záznamech kláštera Bigorski. Nad vesnicí je také svaté poutní místo. Předpokládá se, že zde stál kostel již v 1. století. Záznamy jsou zde také o klášteře, kde žilo 20 mnichů. Žádné z těchto budov se však nedochovaly.
V 19. století patřila vesnice do oblasti Čiflisko a žili zde 3 kuchaři - Džafer Bey, Jok Bey a Alim Bey.

## Demografie
Podle záznamů Vasila Kančova z roku 1900 žilo ve vesnici 600 obyvatel albánské národnosti.
Podle sčítání lidu z roku 2002 žije ve vesnici 4 701 obyvatel, etnické skupiny jsou:
- Albánci – 4 672
- Srbové – 1
- ostatní – 28

| Rok          | 1900 | 1929  | 1948  | 1953  | 1961  | 1971  | 1981  | 1994  | 2002  |
| ------------ | ---- | ----- | ----- | ----- | ----- | ----- | ----- | ----- | ----- |
| Obyvatelstvo | 600  | 1 252 | 1 927 | 2 247 | 2 482 | 2 977 | 3 801 | 3 884 | 4 701 |